# Hits/Greatest & Others
| Recensione | Giudizio |
| ---------- | -------- |
| AllMusic   | [ 1 ]    |

Hits/Greatest & Others è un album discografico raccolta di Joan Baez, pubblicato dall'etichetta discografica Vanguard Records nel luglio del 1973.

## Tracce
Lato A
1. The Night They Drove Old Dixie Down – 3:22 (Robbie Robertson) – Tratto dall'album: Blessed Are... (1971)
2. Dangling Conversation – 2:43 (Paul Simon) – Tratto dall'album: Joan (1967)
3. Help Me Make It Through the Night – 2:58 (Kris Kristofferson) – Tratto dall'album: Blessed Are... (1971)
4. Blessed Are – 3:03 (Joan Baez) – Tratto dall'album: Blessed Are... (1971)
5. Eleanor Rigby – 2:18 (Paul McCartney, John Lennon) – Tratto dall'album: Joan (1967)
6. Let It Be – 3:48 (Paul McCartney, John Lennon) – Tratto dall'album: Blessed Are... (1971)

Lato B
1. There But for Fortune – 3:12 (Phil Ochs) – Tratto dall'album: Joan Baez/5 (1964)
2. The Brand New Tennessee Waltz – 3:07 (Jesse Winchester) – Tratto dall'album: Blessed Are... (1971)
3. I Pity the Poor Immigrant – 3:45 (Bob Dylan) – Tratto dall'album: Any Day Now (1968)
4. Love Is Just a Four-Letter Word – 3:30 (Bob Dylan) – Tratto dall'album: Any Day Now (1968)
5. Heaven Help Us All – 3:32 (Ronald Miller) – Tratto dall'album: Blessed Are... (1971)

## Musicisti
The Night They Drove Old Dixie Down / Help Me Make It Through the Night / Blessed Are / Let It Be / The Brand New Tennessee Waltz / Heaven Help Us All
- Joan Baez - voce, chitarra
- Norman Blake - chitarra, dobro
- Pete Wade - chitarra
- David Briggs - tastiere
- Buddy Spicher - violino
- Charlie McCoy - armonica
- Norbert Putnam - basso, produttore
- Kenneth Buttrey - batteria
- The Nashville Strings - strumenti ad arco
- The Memphis Horns - strumenti a fiato
- The Holladay Singers - cori
- The Town and Country Singers - cori

Dangling Conversation / Eleanor Rigby
- Joan Baez - chitarra, voce
- Peter Schickele - conduttore orchestra
- Peter Schickele - arrangiamenti (brani: A2, A3, A4, A5, A6, A7, B1, B3, B4 e B5)
- Maynard Solomon - produttore

There But for Fortune
- Joan Baez - chitarra, voce
- Maynard Solomon - produttore

I Pity the Poor Immigrant / Love Is Just a Four-Letter Word
- Joan Baez – voce, chitarra
- Fred Carter – mandolino
- Pete Drake – chitarra pedal steel
- Johnny Gimble – violino
- Roy Huskey Jr. – basso
- Tommy Jackson – violino
- Jerry Kennedy – chitarra
- Jerry Reed – chitarra
- Harold Bradley – chitarra, dobro
- Hargus "Pig" Robbins – pianoforte
- Stephen Stills – chitarra
- Harold Rugg – chitarra, dobro
- Grady Martin – chitarra
- Buddy Spicher – violino
- Norbert Putnam – basso
- Kenny Buttrey – batteria
- Maynard Solomon - produttore